# Résolution 430 du Conseil de sécurité des Nations unies
Membres permanents
- Chine
- États-Unis
- France
- Royaume-Uni
- URSS

Membres non permanents
- Allemagne de l'Ouest
- Bolivie
- Canada
- Gabon
- Inde
- Koweït
- Mauritanie
- Nigéria
- Tchécoslovaquie
- Venezuela

Résolution no 429 Résolution no 431
La résolution 430 du Conseil de sécurité des Nations unies fut adoptée le 16 juin 1978. Le Conseil a pris en notre un rapport du Secrétaire général selon lequel, en raison des circonstances actuelles, la présence de la Force des Nations Unies chargée du maintien de la paix à Chypre continuerait d'être essentielle pour un règlement pacifique. Le Conseil a fait part de ses préoccupations concernant les actions susceptibles de faire monter les tensions et a demandé au Secrétaire général de faire un rapport à nouveau avant le 30 novembre 1978 pour suivre la mise en œuvre de la résolution.
Le Conseil a réaffirmé ses résolutions antérieures, y compris la résolution 365, s'est déclaré préoccupé par la situation, a exhorté les parties concernées à œuvrer ensemble à la paix et a une nouvelle fois prolongé le stationnement de la Force à Chypre, jusqu'au 15 décembre 1978.
La résolution a été adoptée par 14 voix contre zéro, la Chine n'a pas participé au vote.